# Wellingborough (borough)
Wellingborough – dawny dystrykt niemetropolitalny w hrabstwie Northamptonshire w Anglii, istniejący w latach 1974–2021. W 2011 roku dystrykt liczył 75 356 mieszkańców.

## Miasta
- Wellingborough

## Inne miejscowości
Bozeat, Earls Barton, Easton Maudit, Ecton, Finedon, Great Doddington, Great Harrowden, Grendon, Hardwick, Irchester, Isham, Little Harrowden, Mears Ashby, Orlingbury, Strixton, Sywell, Wilby, Wollaston.